# 拉德里利亚尔
拉德里利亚尔，是西班牙埃斯特雷马杜拉卡塞雷斯省的一个市镇。总面积53平方公里，总人口296人（2001年），人口密度6人/平方公里。